# Imabari 11.000-TEU-Typ
Die ULCS-Containerschiffe des Imabari 11.000-TEU-Typs wurden von Imabari Shipbuilding für mehrere Reedereien gebaut.

## Geschichte
Die bisher (April 2023) 24 Einheiten (inklusive eines im Bau befindlichen Schiffes) umfassende Baureihe wurde zuerst im Februar 2018 in zwölf Einheiten von Evergreen Marine aus Taiwan in Auftrag gegeben und bildet einen Teil des Evergreen F-Typs. Es folgten neun Einheiten für die taiwanische Reederei Yang Ming, die dort einen Teil der Yang Ming T-Klasse bilden. Daran schlossen sich zwei jeweils 115 Millionen US-$ teure Bauaufträge für die thailändische Reederei Regional Container Lines (RCL) an, die bei Fertigstellung an die israelische Reederei ZIM weiterverchartert wurden. Eine weitere Ende 2024 abzuliefernde Einheit befindet sich für RCL noch im Bauauftrag. Die Einheiten entstanden auf den Imabari-Werften in Mihara, Hiroshima und Marugame, Kagawa. Die Schiffe werden auf Container-Liniendiensten eingesetzt.

## Technik
Schiffbaulich sind die bei mehreren Gesellschaften klassifizierten Schiffe wie die Mehrzahl der schon in Betrieb befindlichen ULCS-Baureihen ausgelegt. Das Deckshaus ist etwa am Ende des vorderen Schiffsdrittels angeordnet, was einen verbesserten Sichtstrahl und somit eine höhere vordere Decksbeladung ermöglicht, während Schornstein und Maschinenanlage im hinteren Drittel liegen. Vor dem Deckshaus sind sieben 40-Fuß-Bays, dahinter acht 40-Fuß-Bays sowie eine kleinere Bay und hinter dem Maschinenaufbau vier weitere Bays angeordnet. Die Bunkertanks sind unterhalb des Aufbaus angeordnet; sie erfüllen die einschlägigen MARPOL-Vorschriften. Die Laderäume der Schiffe werden mit Pontonlukendeckeln verschlossen. Die maximale Containerkapazität wird abhängig von den jeweils etwas abweichenden Werftbautypen mit 11.850 und 11.714 TEU angegeben. Weiterhin sind 1000 Anschlüsse für Integral-Kühlcontainer vorhanden.
Der Antrieb der Schiffe besteht jeweils aus einem Zweitakt-Dieselmotor, der auf einen einzelnen Festpropeller wirkt. Es wurden Hauptmotoren der MAN B&W-Typen 9S90ME-C mit 41.080 kW Leistung und jeweils vier Hilfsdiesel mit 3860 kW Leistung verbaut. Die An- und Ablegemanöver werden durch ein Bugstrahlruder unterstützt.

## Die Schiffe
| Imabari 11.000-TEU-Typ | Imabari 11.000-TEU-Typ | Imabari 11.000-TEU-Typ | Imabari 11.000-TEU-Typ | Imabari 11.000-TEU-Typ            |
| Bauname                | Bauwerft Baunummer     | IMO- Nummer            | Ablieferung            | Umbenennungen und Verbleib        |
| ---------------------- | ---------------------- | ---------------------- | ---------------------- | --------------------------------- |
| Ever Far               | Imabari Mihara 2671    | 9850862                | 15. Dezember 2020      | so in Fahrt                       |
| Ever Fit               | Imabari Marugame 1864  | 9850795                | 28. Januar 2021        | so in Fahrt                       |
| Ever Fast              | Imabari Mihara 2672    | 9850874                | 10. Februar 2021       | so in Fahrt                       |
| Ever Favor             | Imabari Mihara 2675    | 9850850                | 1. März 2021           | so in Fahrt                       |
| Ever Fame              | Imabari Marugame 1865  | 9850800                | 16. März 2021          | so in Fahrt                       |
| Ever Fair              | Imabari Mihara 2676    | 9850886                | 29. März 2021          | so in Fahrt                       |
| YM Trophy              | Imabari Hiroshima 2638 | 9789996                | 27. April 2021         | so in Fahrt                       |
| Ever Feat              | Imabari Mihara 2677    | 9850898                | 25. Mai 2021           | so in Fahrt                       |
| Ever Fine              | Imabari Marugame 1866  | 9850812                | 2. Juli 2021           | so in Fahrt                       |
| YM Travel              | Imabari Hiroshima 2633 | 9878503                | 27. Juli 2021          | so in Fahrt                       |
| Ever Fore              | Imabari Marugame 1867  | 9850824                | 10. August 2021        | so in Fahrt                       |
| YM Topmost             | Imabari Hiroshima 2635 | 9878515                | 22. September 2021     | so in Fahrt                       |
| Ever Fashion           | Imabari Marugame 1868  | 9850836                | 11. Oktober 2021       | so in Fahrt                       |
| YM Trust               | Imabari Hiroshima 2636 | 9789972                | 10. November 2021      | so in Fahrt                       |
| YM Together            | Imabari Hiroshima 2637 | 9789984                | 1. Dezember 2021       | so in Fahrt                       |
| Ever Fond              | Imabari Mihara 2673    | 9850848                | 22. Dezember 2021      | so in Fahrt                       |
| Ever Full              | Imabari Mihara 2678    | 9850903                | 10. März 2022          | so in Fahrt                       |
| YM Tranquility         | Imabari Marugame 1880  | 9792682                | 22. Juni 2022          | so in Fahrt                       |
| YM Tutorial            | Imabari Mihara 2681    | 9792618                | 13. Juli 2022          | so in Fahrt                       |
| YM Throne              | Imabari Mihara 2683    | 9792694                | 31. August 2022        | so in Fahrt                       |
| YM Trillion            | Imabari Marugame 1881  | 9792709                | 21. September 2022     | so in Fahrt                       |
| Santi Bhum             | Imabari Hiroshima 2712 | 9936513                | 28. Oktober 2022       | in Fahrt gesetzt als ZIM Thailand |
| Thitti Bhum            | Imabari Hiroshima 2713 | 9936525                | 16. Februar 2023       | in Fahrt gesetzt als ZIM Bangkok  |
| Varanya Bhum           | Imabari Hiroshima 2727 | 9969613                | 2024                   | so im Bau                         |
| Daten: Equasis         |                        |                        |                        |                                   |